# FK Rudar Kakanj
O Fudbalski Klub Rudar Kakanj é um clube de futebol de Kakanj, na Bósnia e Herzegovina. Atualmente compete na Primeira Liga - FBiH. O clube foi fundado em 1920. É o recordista em número de partidas na Primeira Liga - FBiH. As cores tradicionais do clube são o verde e o branco. Ele joga em casa no Estádio Pod Vardom.

## História
A Assembleia do FK Rudar Kakanj, em sessão realizada a 3 de fevereiro de 2009. tomou a decisão de alterar o ano de criação do clube. Uma inspeção da documentação dos arquivos da Bósnia e Herzegovina estabeleceu que o Športski klub Rudar Kakanj foi formado em 1920. As primeiras regras do Športski klub Rudar Kakanj foram escritas em 29 de fevereiro de 1920. O Presidente do Športski klub Rudar Kakanj, Ivan Kljujić, enviou as mesmas regras ao escritório distrital em Visoko em 15 de abril de 1920, com um pedido de aprovação das regras. O escritório distrital em Visoko recebeu o Regulamento em 19 de abril de 1920, sob o número 5028. Com a nota "solução proposta", o Chefe Distrital do Regulamento encaminhou o regulamento ao Governo Provincial da Bósnia e Herzegovina em Sarajevo. 
Em 3 de maio de 1920, o Chefe do Departamento de Assuntos Internos do Governo Provincial aprovou o regulamento do Clube com o documento nº 66696/20 I-2. Considerando que em 3 de maio de 1920 o Governo Nacional aprovou o primeiro regulamento do Športski klub Rudar Kakanj, conclui-se inequivocamente que o clube iniciou naquele dia atividades oficialmente fundamentadas. Na sequência dos acontecimentos históricos de 1928, as segundas regras foram aprovadas e o trabalho do clube foi renovado.

### O caminho para a Segunda Divisão iugoslava
Após a Segunda Guerra Mundial, o Rudar disputou a qualificação para entrar na liga republicana, que entrou em 1948. Jogou na segunda divisão do campeonato nacional até a temporada 1954/55, quando o clube foi rebaixado para a sub-liga de Sarajevo e depois para o segundo grupo de Zenica. O Rudar jogou até 1961 nas categorias inferiores da competição, altura em que, após uma excelente temporada, foi o primeiro da Bósnia e Herzegovina a disputar um playoff de acesso com o representante croata Borovo, para entrar na Segunda Liga Federal. Para surpresa geral, Rudar perdeu o jogo por 8 a 0, e o principal culpado foi o técnico Đorđe Detlinger, de Belgrado, que o clube demitiu apesar de uma das melhores temporadas da história.

### Outras participações em ligas federais
Na temporada seguinte com o novo treinador Miroslav Meho Brozović, o Rudar conseguiu entrar na Segunda Liga Federal, na qual jogou apenas uma temporada, 1962/63. Após a temporada 1963/64, de volta às ligas regionais, o Rudar consegue preservar seu status por várias temporadas. Um dos elos principais era o guarda-redes Fahrija Dautbegović, que mais tarde foi para o Dinamo Zagreb. Em 1971/72, após a reorganização da competição, o Rudar foi rebaixado ao campeonato nacional. No campeonato nacional, com vários bons resultados, lutou até outra reorganização da competição, em 1988/89, quando foram transferidos para a Liga Inter-Republicana Sul e, algumas temporadas depois, para a Liga Inter-Republicana Oeste.